# Acacia guinetii
Acacia guinetii é uma espécie de leguminosa do gênero Acacia, pertencente à família Fabaceae.